# خاستگاه زمان
خاستگاه زمان یا منشأ زمان (انگلیسی: On the Origin of Time) کتاب سال ۲۰۲۳ است که توسط فیزیکدان توماس هرتوگ در مورد نظریه‌های استیون هاوکینگ نوشته است. هرتوگ کیهان‌شناس بلژیکی است که در دانشگاه کاتولیک لون کار می‌کند و با هاوکینگ کار کرده است. او این کتاب را به درخواست هاوکینگ نوشت تا نظریه کیهان‌شناسی را از نگاه ابالا به پایین (که آنها با هم این را توسعه داده بودند) رایج کند.
نظریه کیهان‌شناسی که هاوکینگ با دانشجوی دکترای خود ارائه کرده این است که منشأ زمان بیگ بنگ است و قوانین فیزیک قبل از بیگ بنگ نبودند، بلکه با آن متولد شده‌اند. فرضیه اصلی کار آنها این است که قوانین فیزیک با زمان تکامل می‌یابند، حداقل در اولین لحظه جهان، و در مقیاس تولد جهان ما که توسط نظریه‌های نیوتن و انیشتین فرض می‌شود، متعالی و تغییرناپذیر نیستند.